# Lluís Via
Lluís Via i Pagès (Villafranca del Panadés, 1870–Barcelona, 1940) fue un escritor, poeta, dramaturgo, periodista y traductor modernista español en lengua catalana.

## Biografía
Colaboró en diversos diarios y revistas, como La Renaixensa, Gent Nova y El Poble Català. También ejerció de crítico teatral en El Teatre Català. Fue el fundador y director de la revista Joventut (1900-1906), impulsora del modernismo literario y promotora de la obra de Víctor Català.
Participó en diversas ediciones de los Juegos Florales de Barcelona, de los que fue mantenedor y director del Consejo Directivo. En su obra poética siguió una línea vitalista y espontaneísta de influencia maragalliana, como se ve en Esteles (1907), Del cor als llavis (1910), Poesies (1913), Collita (1916), A mitja veu (1920) y Luís Via. Poesies (1924). Fue coautor con Apeles Mestres del compendio de versos satíricos Epopeia en redolins, però en redolins dels fins, donde firmó con el seudónimo En Gira-Montanyes.
En el campo de la prosa, escribió diversas narraciones de cierto tono costumbrista y ruralista: Impressions i records (1899), Fent camí. Aplec d'estudis i narracions (1905), De lluny i de prop (1911), Proses velles (1918). También fue autor de varias novelas breves: El manso (1908), Tretze (1917), Aura (1923), La taverna dels desanimats (1925).
Con la llegada del novecentismo, su obra fue rechazada por la nueva generación, con lo que se alineó con la línea antinovecentista liderada por Francesc Matheu, fruto de la cual fue su obra satírica La Veu del Poble i el Poble de La Veu (1910), escrita con Frederic Pujulà.
En 1926 finalizó el drama Per dret diví de Ángel Guimerá, de quien también tradujo algunas obras al español. Tradujo también obras de Edmond Rostand, Charles Perrault y Lorenzo Stecchetti.
Fue miembro de la Real Academia de Buenas Letras de Barcelona, donde tuvo la Medalla VI entre 1923 y 1940.